# Sylvain Itkine
Sylvain Itkine (París, 8 de diciembre de 1908 - Saint-Genis-Laval, 20 de agosto de 1944) actor, autor, escenógrafo y director de teatro asesinado por la Gestapo.

## Biografía
Amigo de Paul Éluard y de André Breton frecuenta a los surrealistas siendo parte del grupo Mars, próximo al Grupo Octobre de teatro obrero, simpatizante del Partido Comunista Francés. Como miembro de una compañía de teatro de aficionados dirige L'Avare en que interpreta a Harpagon. En cine, aparece en papeles secundarios en películas de Jean Renoir como Le Crime de Monsieur Lange (1935) y La Grande Illusion (1937).
En la Segunda Guerra Mundial, durante la ocupación nazi en Francia parte a Marsella. Allí crea con sus amigos y familiares la sociedad cooperativa alimentaria denominada Le Fruit modoré (más tarde Croque-Fruits). A Itkine se le ocurrió la brillante idea de elaborar unos pastelitos, a los que llama croque-fruits, que reportarían alguna ayuda económica a los refugiados en la ciudad. Esos pastelillos, elaborados de pasta dulce a base de almendras, dátiles y nueces, y cualquier futra de las que traían a Marsella de Tánger, eran posteriormente distribuidos a las pastelerías y a los cines. Los croque-fruits estaban hechos a mano por los intelectuales y artistas agrupado en torno a la Villa Air-bel. Este recurso ayudó a muchos a sobrevivir, entre los que se encontraban Benjamin Péret o Remedios Varo.
Sylvain Itkine adopta el nombre de Maxime en la red de Movimientos Unidos de la Resistencia (MUR) donde se encarga de la identificación y de la ejecución de agentes alemanes (red Kasanga). Denunciado por un agente doble infiltrado, es arrestado el 1 de agosto en Lyon e interrogado bajo tortura por la Gestapo. Itkine es fusilado el 20 de agosto de 1944 en el cementerio de Saint-Genis-Laval.